# Balthazar de Thuringe
Balthazar de Thuringe (né le 21 décembre 1336 à Weißenfels et mort le 18 mai 1406 au Château de la Wartbourg en Eisenach). Issu de la maison de Wettin, il fut conjointement Margrave de Misnie et Landgrave de Thuringe de 1349 à 1381  puis seul Landgrave de Thuringe jusqu'à sa mort.

## Biographie
Balthazar est le second fils de  Frédéric II le Sérieux. Après la mort de son père en 1349 
son frère ainé Frédéric III le Vaillant  assume la régence pour Balthazar et ses frères Guillaume Ier le Borgne et Louis de Misnie. Lorsqu'il deviennent adultes  Guillaume et Balthazar règne conjointement avec Frédéric III.
Après la mort de  Frédéric III en 1381, un conflit éclate entre les frères  Balthazar et Guillaume d'une part et leurs neveux
Frédéric Ier le Belliqueux, Guillaume II le Riche et Georges de Misnie leur dernier frère d'autre part. Le partage est définitivement réglé en novembre 1382, grâce à la Succession de Chemnitz qui confirme à Balthazar l'attribution du Landgraviat de Thuringe.

## Union et postérité
Balthasar épouse le 22 juillet 1374  Marguerite de Nuremberg (vers  1390 entre 1er mai 1389 et le 16 08 1391), fille du Burgrave Albert le Beau de Nuremberg qui lui donne deux enfants:
- Anne épouse entre 1387 et 1389 Rodolphe III de Saxe
- Frédéric IV le Pacifique,

Après la mort de  Marguerite, Balthazar épouse le 14 juillet 1404 Anne de Saxe-Wittenberg (d. 1426), veuve du duc 
Frédéric Ier de Brunswick-Wolfenbüttel. Cette union reste stérile.